# Annet Negesa
Annet Negesa (née le 24 avril 1992 à Igamba) est une athlète ougandaise, spécialiste du demi-fond. Intersexe, elle subit une ablation des gonades internes sans son consentement en 2012, ce qui met fin à sa carrière.

## Biographie

### Jeunesse
Aînée de neuf enfants, Annet Negesa grandit dans un village du district de Jinja en Ouganda.

### Carrière
En 2011, elle devient championne d'Afrique juniors du 800 m et remporte l'or aux Jeux africains sur la même distance. En juillet de la même année, elle atteint les demi-finales du 800 m aux Championnats du monde d'athlétisme 2011. Elle est désignée « athlète de l'année » par la Fédération ougandaise d'athlétisme.
Lors de l'édition 2012 des Fanny Blankers-Koen Games à Hengelo, Annet Negesa se classe 3e du 800 mètres avec un temps de 1 min 59 s 08, qui lui permet d'être qualifiée pour les Jeux olympiques de 2012.

#### Hyperandrogénie
Lors des Championnats juniors, elle passe un test antidopage de routine. Quelques mois plus tard, lors des Championnats du monde d'athlétisme à Daegu, elle est la seule athlète à se voir prélever six flacons de sang lors de son test antidopage. Malgré cela, elle ne reçoit aucun résultat de test et continue son entraînement.
Alors qu'elle se prépare à partir pour les Jeux olympiques d'été de 2012, un médecin de World Athletics lui annonce qu'elle ne pourra pas y participer à cause de son taux d'androgène anormalement haut. En septembre, World Athletics lui demande de se rendre en France pour suivre un traitement médical qui lui permettra de courir de nouveau, ce qu'elle accepte. À Nice, elle est examinée par sept médecins et une infirmière qui lui font subir des tests sanguins, une IRM, une échographie et un examen physique, examens pour lesquels elle ne reçoit aucun document de résultats. On lui demande juste d'aller voir un médecin désigné à Kampala.

#### Opération
De retour à Kampala, on lui annonce qu'elle va recevoir une « chirurgie simple — comme une injection », mais découvre à son réveil qu'elle a subi sans son consentement une ablation de ses gonades qui étaient des testicules internes. Elle doit elle-même payer les 900 $ de l'opération.
Dans une lettre écrite plus d'un mois après l'opération, un professionnel de l'hopital note qu'elle se plaignait d'une faiblesse musculaire vraisemblablement liée au contrecoup de la gonadectomie et qu'un traitement de sustitution par œstrogènes n'avait pas encore été introduit. Annet Negesa passe plusieurs mois à l'hôpital avant de reprendre son entraînement à l'université, mais elle ne retrouve jamais sa forme et perd sa bourse d'études.

#### Suites
Annet Negesa témoigne pour la première fois en 2019 après que Caster Semenya — elle aussi hyperandrogène — se soit vue interdire de compétition par World Athletics pour la même raison. Elle raconte avoir des séquelles de l'opération sept ans plus tard, notamment des migraines et des douleurs aux articulations car son traitement post-opératoire ne contenait pas les hormones qui auraient aidé son corps à s'en remettre correctement. Dans une interview, elle explique pourquoi elle avait accepté la chirurgie : « J'aime tellement mon sport, c'est pourquoi j'ai décidé d'être opérée. »
En octobre 2019, la ministre des Sports française Roxana Maracineanu annonce lancer une enquête sur l'affaire après les révélations de l'athlète,. Son histoire est l'une de celles relayées par l'ONG Human Rights Watch en 2020, à la suite de la décision de World Athletics d'obliger les athlètes féminines hyperandrogènes de subir un traitement médical pour faire baisser leur taux de testostérone.

### Installation en Allemagne
Après le reportage qui lui est consacré sur la chaîne allemande ARD en 2019, Annet Negesa est obligée de quitter l'Ouganda — où les personnes LGBT sont persécutées. Elle s'installe à Berlin où elle obtient l'asile.

## Palmarès
| Date | Compétition                             | Lieu       | Résultat | Discipline         | Performance     |
| ---- | --------------------------------------- | ---------- | -------- | ------------------ | --------------- |
| 2010 | Championnats du monde de cross-country  | Bydgoszcz  | 14e      | Individuel junior  | 19 min 44 s     |
| 2010 | Championnats du monde de cross-country  | Bydgoszcz  | 3e       | Par équipes junior | 81 pts          |
| 2010 | Championnats du monde juniors           | Moncton    | 3e       | 800 m              | 2 min 02 s 51   |
| 2011 | Championnats d'Afrique juniors          | Gaborone   | 1re      | 800 m              | 2 min 04 s 94   |
| 2011 | Championnats d'Afrique juniors          | Gaborone   | 1re      | 1 500 m            | 4 min 09 s 17   |
| 2011 | Jeux africains                          | Maputo     | 1re      | 800 m              | 2 min 01 s 81   |
| 2011 | Jeux africains                          | Maputo     | 7e       | 1 500 m            | 4 min 24 s 32   |
| 2012 | Championnats d'Afrique de cross-country | Le Cap     | 9e       | Individuel         | 27 min 58 s     |
| 2012 | Championnats d'Afrique de cross-country | Le Cap     | 3e       | Par équipes        | 1 h 53 min 17 s |
| 2012 | Championnats d'Afrique                  | Porto-Novo | 6e       | 800 m              | 2 min 02 s 54   |

### Records
| Épreuve      | Performance   | Lieu     | Date        |
| ------------ | ------------- | -------- | ----------- |
| 800 mètres   | 1 min 59 s 08 | Hengelo  | 27 mai 2012 |
| 1 500 mètres | 4 min 09 s 17 | Gaborone | 15 mai 2011 |